# 松元町
松元町（まつもとちょう）は、鹿児島県の日置郡にあった町。
1889年の町村制施行に伴いそれまでの伊集院郷（外城）のうち南部にある6村の区域を以って上伊集院村（かみいじゅういんむら）として発足。1960年に上伊集院村を松元村に改称、即日町制施行し松元町となった。2004年11月1日に鹿児島市に編入され自治体としては消滅した。
2004年9月1日現在で、人口12,698人、世帯数4,629世帯、面積は51.05 Km2であり、2000年に行われた国勢調査において松元町は1995年の国勢調査時点からの人口増加率が9.3パーセント増加となり、鹿児島県内の市町村では人口増加率が最も高かった 。
また、「卓球の町」をスローガンに町おこしを行い、松元平野岡体育館では全国大会なども広く行われていた。

## 地理
松元町の中心部は鹿児島市中心部より西へ約10Kmの場所にあり、薩摩半島の中部の南北11Km、東西7.4 Kmの範囲に広がっていた。鹿児島湾と東シナ海への両斜面を持つ分水嶺地帯にあり、鹿児島湾方面に永田川が流れ、東シナ海方面に神之川水系上谷口川、石谷川、福山川などが流れている。全体が約200m級のシラス台地と浸食谷による渓谷からなっており、集落は河川の沖積低地と台地の縁辺部に立地している。
最も高い山は大字春山にある八の久保で391.7mである。

### 地域
松元町が定めた都市計画マスタープランである「松元都市計画 都市計画区域の整備、開発及び保全の方針」では次のとおり、松元町内の地域に位置づけ並びにゾーンを設定している。
- 上谷口地域
松元都市計画の都市中心核。「まちの顔としてのにぎわいと活力ある空間形成」を目指す。
- ガーデンヒルズ松陽台地域
居住環境の快適性や利便性の高い都市機能を併せ持つ住宅ゾーン。上伊集院駅周辺と一体となった市街地の形成を目指す。
- 東昌地域
田園住宅ゾーン。「農地と人がバランスのとれた心地よい地域づくり」を目指す。
- 春山地域
松元都市計画の副都心核。「自然と調和し、活気あふれる地域づくり」を目指す。
- 石谷地域
歴史文化ゾーン。「歴史・文化香る特色ある地域づくり」を目指す。

### 大字
1889年の町村制施行時にそれまでの江戸期の藩政村の区域は大字となり上谷口、福山、石谷、春山、入佐、直木の6大字から構成された。その後2003年7月4日にガーデンヒルズ松陽台（旧称：松元ニュータウン）として造成された区域が石谷、福山、上谷口の各一部より分割され大字松陽台として設置された。翌年の2004年2月2日には直木及び上谷口の一部より分割され大字四元及び大字平田の2大字が設置されており、2004年の鹿児島市編入時には8大字が存在していた。
鹿児島市編入時に従来の大字の区域の全部より町の区域が設定された。編入時の松元町の区域は現在の鹿児島市上谷口町、石谷町、福山町、松陽台町、春山町、四元町、平田町、直木町、入佐町にあたる。
松元町の大字遷移図
| -1888年                        | 1889年 - 1959年                | 1960年 - 2003年                | 2003年 - 2004年         | 2004年 - 現在 |
| 伊集院郷                       | 上伊集院村                     | 松元町                         | 松元町                  | 鹿児島市      |
| ------------------------------ | ------------------------------ | ------------------------------ | ----------------------- | ------------- |
| 江戸中期頃 上谷口村            | 大字上谷口                     | 大字上谷口                     | 大字上谷口              | 上谷口町      |
| 鎌倉時代頃 福山村              | 大字福山                       | 大字福山                       | 大字福山                | 福山町        |
| 弘長元年 石谷村                | 大字石谷                       | 大字石谷                       | 大字石谷                | 石谷町        |
| 戦国時代頃 春山村              | 大字春山                       | 大字春山                       | 大字春山                | 春山町        |
| 戦国時代頃 入佐村              | 大字入佐                       | 大字入佐                       | 大字入佐                | 入佐町        |
| 室町時代頃 直木村              | 大字直木                       | 大字直木                       | 大字直木                | 直木町        |
| 室町時代頃 直木村              | 大字直木                       | 大字直木                       | 2004年2月2日 大字平田   | 平田町        |
| （直木・上谷口の各一部）       | （直木・上谷口の各一部）       | （直木・上谷口の各一部）       | 2004年2月2日 大字四元   | 四元町        |
| （上谷口・福山・石谷の各一部） | （上谷口・福山・石谷の各一部） | （上谷口・福山・石谷の各一部） | 2003年7月4日 大字松陽台 | 松陽台町      |

## 自治体名の由来
旧上伊集院村役場が大字上谷口字松元にあり、町制施行前の1954年（昭和29年）に鹿児島本線に設置された薩摩松元駅の松元に一致させたことに由来している。

## 歴史

### 原始期
先土器時代の遺跡及び遺物は見つかっていないが、縄文、弥生期のものは直木、入佐、春山を中心に発見されており、縄文期の遺跡は多くが台地や山地に所在している。近年では南九州西回り自動車道建設時に福山にて縄文期のものとみられるフキカキ遺跡が発見されている。弥生期のものとしては直木の東昌寺遺跡では北九州の遠賀式土器が多く出土している。この一帯も「記紀」で見られる阿多隼人の居住地であったと考えられている。古墳時代のものとしては入佐にある大鳥神社跡から土師器などが出土している。

### 古代期
松元町域にあたる部分は薩摩国日置郡に属しており、朝廷は大隅及び薩摩にて班田を実施しているが町域にあたる部分には山林沼沢が多かった為、その痕跡は見当たらない。平安初期の日置郡は3郷からなり、そのうちの納薩は「いりさ」と読み、現在の入佐に比定するという説がある。
また、律令時代には当地域は国衙領として日置郡の郡司の支配下にあったはずであるが、建久8年の「薩摩国図田帳」によると満家院、伊集院、市来院及び日置荘から成立しており、伊集院の領域に属していた。
上谷口の内田にある上坊観音堂跡石塔群は平安末期にこの地の名主であった紀平二元信の五輪塔であるといわれている。この紀平二元信は紀貫之の子孫であるとされている伊集院郡司系の一族のものであると考えられる。「万得」という地名があり、これは大隅正八幡宮と深い関係にある名田を意味しており、その荘園に類するものと考えられている。

### 中世期
鎌倉時代頃は伊集院の一部に属していたが、伊集院郡司を世襲していた紀氏は血統が絶断し、13世紀末期に島津久兼が伊集院氏を名乗り伊集院の城山に移った。
その後島津忠国が一宇治城を攻撃し、伊集院氏は滅亡した。その後島津勝久は伊集院を島津忠良に領有させたが、1526年（大永6年）に島津忠良が加治木征伐を行っている留守中に島津実久が伊集院を占領し、肥後盛家に谷口城を守備させていた。また、実久が当地を通り伊集院に行く際に道中に座った巨大石が上伊集院駅の東方にある饅頭石であるとされている。

### 近世期

江戸期の伊集院郷の地図と町村制施行後の上伊集院村（薄ピンク）

「天保郷帳」に見える松元町の区域にあたるの村は、日置郡伊集院郷（外城）の27村のうち5村があり、各村の村高は石谷村1,049石余、福山村933石余、直木村862石余、入佐村476石余、春山村253石余であった。
また、上谷口の地名がこの頃には見えないが後に谷口村が上谷口村と下谷口村（現在の日置市伊集院町下谷口）に分村し、この頃より上谷口村が見えるようになったと「薩藩政要録」に記されている。近世の伊集院郷は藩の直轄地として地頭による支配を受けていた。
江戸中期以降は台地や大山野の開墾が積極的に進められた。寛永年間以降に地頭制が従来の居地頭から掛持地頭に改められ、それまで石谷村の領主であった町田氏（石谷氏とも）は藩内各地の地頭を任命されたり、藩の家老としてその要職にあった。町田家は一所持であり1,742石余を領有していた。
石谷村の領主である町田家が鹿児島城下に移住した後、石谷村の政治の中心は御仮屋となり、周辺には有馬氏などの郷士集落が多かった。万延元年に町田助太郎久成（町田久成）の要請で統治を委託された有馬新七は鹿児島城下を離れ、石谷を治めることとなった。有馬新七は当地に刑法を定めたり、郷士に五人組制を実施するなどの指導を行った。

### 近現代

#### 第二次世界大戦前

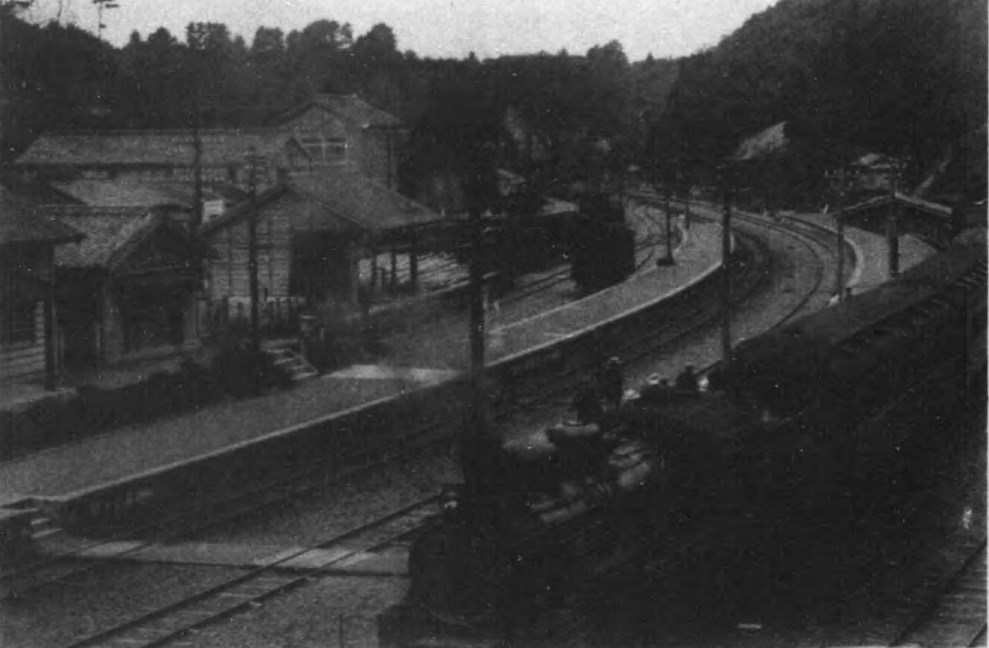
1937年（昭和12年）頃の饅頭石駅（現在の上伊集院駅）

明治4年（1871年/1872年）に実施された廃藩置県により、薩摩国の区域は鹿児島県となった。また、同年に公布された戸籍法の規定により府県を大区小区に割った区が設けられたが、松元町の全域が第二十二大区であり、16の小区に区分されていた。1878年（明治11年）の郡区町村編制法により大区小区制は廃止された。
1884年（明治17年）から6村にそれぞれ設置されていた戸長役場が上谷口戸長役場に統合され、1889年（明治22年）の町村制が施行されたのに伴い6村を合併し、上伊集院村が成立した。
上伊集院村の成立当初、村役場は上谷口内田に設置されたが、1894年（明治27年）に上谷口999番地に民家を購入し改築したものを村役場とした。
1913年（大正2年）に川内線（現在の鹿児島本線）の東市来駅から鹿児島駅までが開通し、上伊集院村には饅頭石駅（現在の上伊集院駅）が設置され、1919年（大正8年）には上伊集院郵便局が開局し、饅頭石駅周辺に商店や農業倉庫、寺社、病院、住宅が設置されるようになり、饅頭石商店街（のちに折尾商店街となる）と称していた。
江戸末期より茶、稲、野菜などの園芸作物などを中心に栽培されていたが、鉄道の開通により鹿児島市の近郊農村となり植林、茶、桑、タバコなどの栽培が盛んに行われるようになった。明治4年には直木施業森林組合が発足し、日置郡が造林用の苗木供給のために上伊集院分場を設置した。その後鹿児島市の近郊に位置していることによって兼業農家が増加し、8割を占めるようになった。
1927年（昭和2年）に村役場の老朽化に伴い、上谷口990番地外の土地を購入し同年3月31日に竣工した。

#### 第二次世界大戦の終戦と薩摩松元駅の設置
1949年（昭和24年）12月15日に上伊集院村唯一の鉄道駅である饅頭石駅が、同年1月の議会での議決による村の請願により、上伊集院駅に改称された。
上谷口の松元付近は旧来から村役場が存在しており中心地であったが、第二次世界大戦の終戦後には新制中学校として上伊集院中学校が設置された他に、商店、病院、衣料品店などが設置され、村の経済の中心地にもなった。1949年（昭和24年）より上伊集院村は村の中心部である上谷口字松元に駅設置する請願を日本国有鉄道に行うが、計画地が傾斜地に位置していることから許可が得られなかったが、度重なる請願により駅の設置が許可された。請願駅であることから、村及び村民の寄付により駅の設置費用を全額負担し、さらに村民による奉仕作業が行われ、1954年（昭和29年）には薩摩松元駅が上伊集院村の中心部に設置された。
1965年（昭和40年）には松元駅前郵便局が開局したほか、南国交通及び鹿児島交通のバス路線が松元を経由することになった。

#### 町制施行以降
1960年（昭和35年）4月1日に上伊集院村を松元村に改称し、同時に町制施行し松元町となった。上伊集院村から松元村に名称変更の上、町制施行しているが、「上伊集院」から「松元」への名称変更の理由として次の理由が挙げられている。
- 県の合併計画で新しく成立している町村は、上・下・西・東などの複雑な名称を避け簡略な名称とする傾向があること
- 「上伊集院村」という名称は、隣接する伊集院町（旧・中伊集院村）と混同され不便であり、住民からの強い意見、要望があったこと
- 町の表玄関である薩摩松元駅の駅名を名称とすること
- 薩摩松元駅は村民の奉仕により設置された請願駅であり、住民が愛着の念を持っていること

また、町制施行に伴い村内にある上伊集院を称する学校は「上伊集院小学校」が「松元小学校」に、「上伊集院中学校」は「松元中学校」にそれぞれ改称した。
1983年（昭和58年）には大字福山に鹿児島県立松陽高等学校が開校した。松元町唯一となる高等学校である。それに伴い最寄り駅となる上伊集院駅の駅舎が改築された。
1945年（昭和20年）の国勢調査以降、人口が減少傾向にあったが、小規模団地の造成が進んだことなどを要因として1988年（昭和63年）12月28日に松元町の人口が1万人を突破した。
平成に入ると上伊集院駅周辺や石谷及び春山の幹線道路沿線を中心に住宅団地やニュータウン（ガーデンヒルズ松陽台など）が建設され、1998年（平成10年）には南九州西回り自動車道（鹿児島道路）が伊集院ICから鹿児島西ICまでの区間が開通し、それに伴い松元IC及び松元本線料金所の供用が開始された。これにより鹿児島市のベッドタウンとして交通環境及び住宅環境の整備が一層進むこととなった。
2000年に行われた国勢調査において松元町は1995年の国勢調査時点からの人口増加率が9.3パーセント増加となり、鹿児島県内の市町村では人口増加率が最も高くなった。
2004年（平成16年）11月1日に鹿児島郡桜島町、吉田町、日置郡郡山町、揖宿郡喜入町と共に鹿児島市に編入され、自治体としては消滅した。鹿児島市編入前の2004年9月の人口は12,698人であった。
鹿児島市編入後、松元町の区域の全域が鹿児島市の「松元地域」となっており、松元町役場は鹿児島市役所松元支所として使用されている。

### 沿革
- 1889年4月1日 - 町村制施行に伴い、それまでの伊集院郷のうち江戸期の藩政村である上谷口村、福山村、石谷村、春山村、直木村、入佐村の区域より上伊集院村発足。
- 1960年4月1日 - 上伊集院村から松元村に改称し、即日町制施行し松元町となる。
- 2004年11月1日 - 鹿児島市に編入され消滅[24]。

## 文化財
| 種別       | 名称         | 所在地 |
| ---------- | ------------ | ------ |
| 県有形民俗 | 入佐の田の神 | 入佐   |
| 有形民俗   | 仙寿院の跡   | 入佐   |
| 記念物     | 岩屋観音     | 春山   |
| 有形民俗   | 森園の田の神 | 春山   |
| 記念物     | 町田家の墓   | 石谷   |
| 記念物     | 石坂         | 石谷   |
| 有形民俗   | 上坊石塔群   | 上谷口 |

## 行政
- 町長：四元泰盛（1988年7月8日 - 2004年10月31日）

### 歴代村長・町長
町村制施行以降の上伊集院村・松元町長を記載する。表記は各出典の記述に基づく。
| 代                              | 氏名                            | 就任期間                        |
| 上伊集院村長（1889年 - 1960年） | 上伊集院村長（1889年 - 1960年） | 上伊集院村長（1889年 - 1960年） |
| ------------------------------- | ------------------------------- | ------------------------------- |
| 初代村長                        | 遠竹友衛                        | 1889年6月8日 - 1897年6月7日     |
| 第2代村長                       | 町田実央                        | 1897年6月8日 - 1901年6月7日     |
| 第3代村長                       | 森幸左衛門                      | 1901年6月8日 - 1905年6月7日     |
| 第4代村長                       | 四元矢之助                      | 1905年6月8日 - 1917年6月7日     |
| 第5代村長                       | 森山友二                        | 1917年6月8日 - 1921年6月7日     |
| 第6代村長                       | 倉内藤一郎                      | 1921年6月8日 - 1929年6月7日     |
| 第7代村長                       | 吉永長之進                      | 1929年6月8日 - 1930年3月9日     |
| 第8代村長                       | 石原源十郎                      | 1930年4月1日 - 1934年3月31日    |
| 第9代村長                       | 上竹原善次郎                    | 1934年4月1日 - 1935年11月25日   |
| 第10代村長                      | 篠原喜角                        | 1935年12月10日 - 1943年12月9日  |
| 第11代村長                      | 上竹原善次郎                    | 1943年12月10日 - 1946年12月10日 |
| 第12代村長                      | 末永善助                        | 1947年4月5日 - 1955年4月29日    |
| 第13代村長                      | 東純男                          | 1955年4月30日 - 1960年3月31日   |
| 松元町長（1960年 - 2004年）     |                                 |                                 |
| 初代町長                        | 東純男                          | 1960年4月1日 - 1975年4月30日    |
| 第2代町長                       | 奥武雄                          | 1975年5月1日 - 1977年4月30日    |
| 第3代町長                       | 畠中市太郎                      | 1977年5月1日 - 1984年3月6日     |
| 第4代町長                       | 九万田萬喜良                    | 1984年3月7日 - 1988年7月7日     |
| 第5代町長                       | 四元泰盛                        | 1988年7月8日 - 2004年10月31日   |

### 町章
松元町のマツを図案し、円は町民の融和、団結を表し、右に伸びる翼のツは調整の発展伸長を鳥で象徴している。

### 行政組織
2003年4月15日現在の松元町の行政組織は以下の通りとなっていた。
- 総務課
- 企画振興課
- 税務課
- 農林課
- 農地整備課
- 町民生活課
- 保健福祉課
- 建設課

上記の組織のほか、収入役室、町議会、教育委員会、農業委員会、監査委員、選挙管理委員会が置かれていた。
一部事務組合については、介護保険は日置広域連合、消防は日置地区消防組合、ごみ処理は日置地区塵芥処理組合に加入していた。

## 人口
以下の人口遷移表は『松元町閉町記念誌』27頁の記述に基づく。
|        | 1920年 | 1930年 | 1940年 | 1950年 | 1960年 | 1970年 | 1980年 | 1990年 | 2000年 | 2004年 |
| ------ | ------ | ------ | ------ | ------ | ------ | ------ | ------ | ------ | ------ | ------ |
| 人口   | 6,948  | 7,131  | 7,114  | 9,736  | 8,442  | 7,241  | 8,616  | 9,803  | 12,065 | 12,734 |
| 世帯数 | 1,718  | 1,631  | 1,556  | 2,003  | 2,001  | 2,053  | 2,717  | 3,236  | 4,234  | 4,642  |

## 地域

### 教育

#### 高等学校

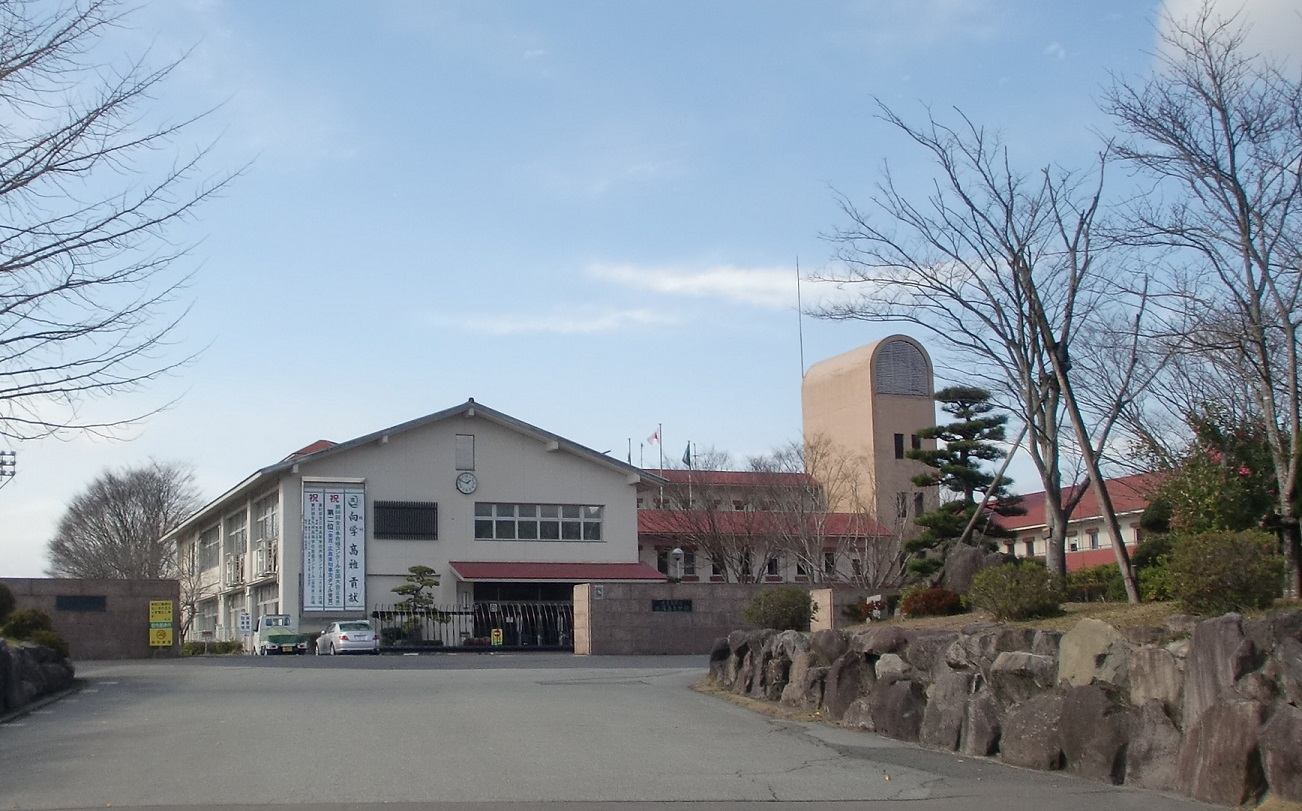
鹿児島県立松陽高等学校

#### 中学校

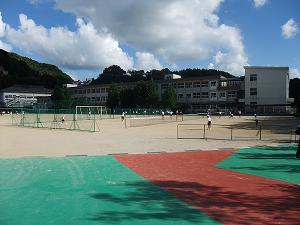
松元町立松元中学校

#### 小学校
太字の学校は標準服の着用が義務付けられており、全学校で制服が指定されている。

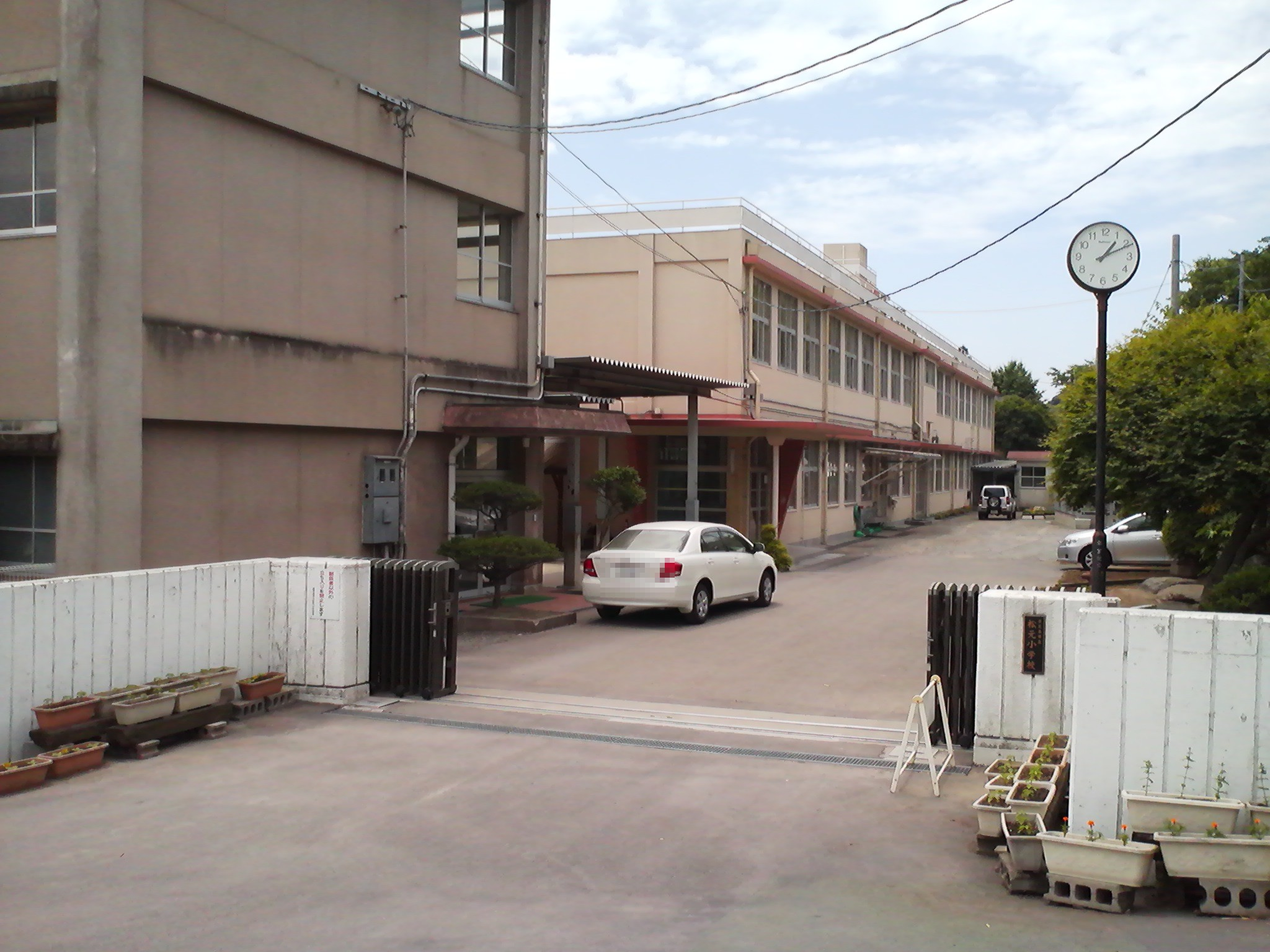
松元町立松元小学校
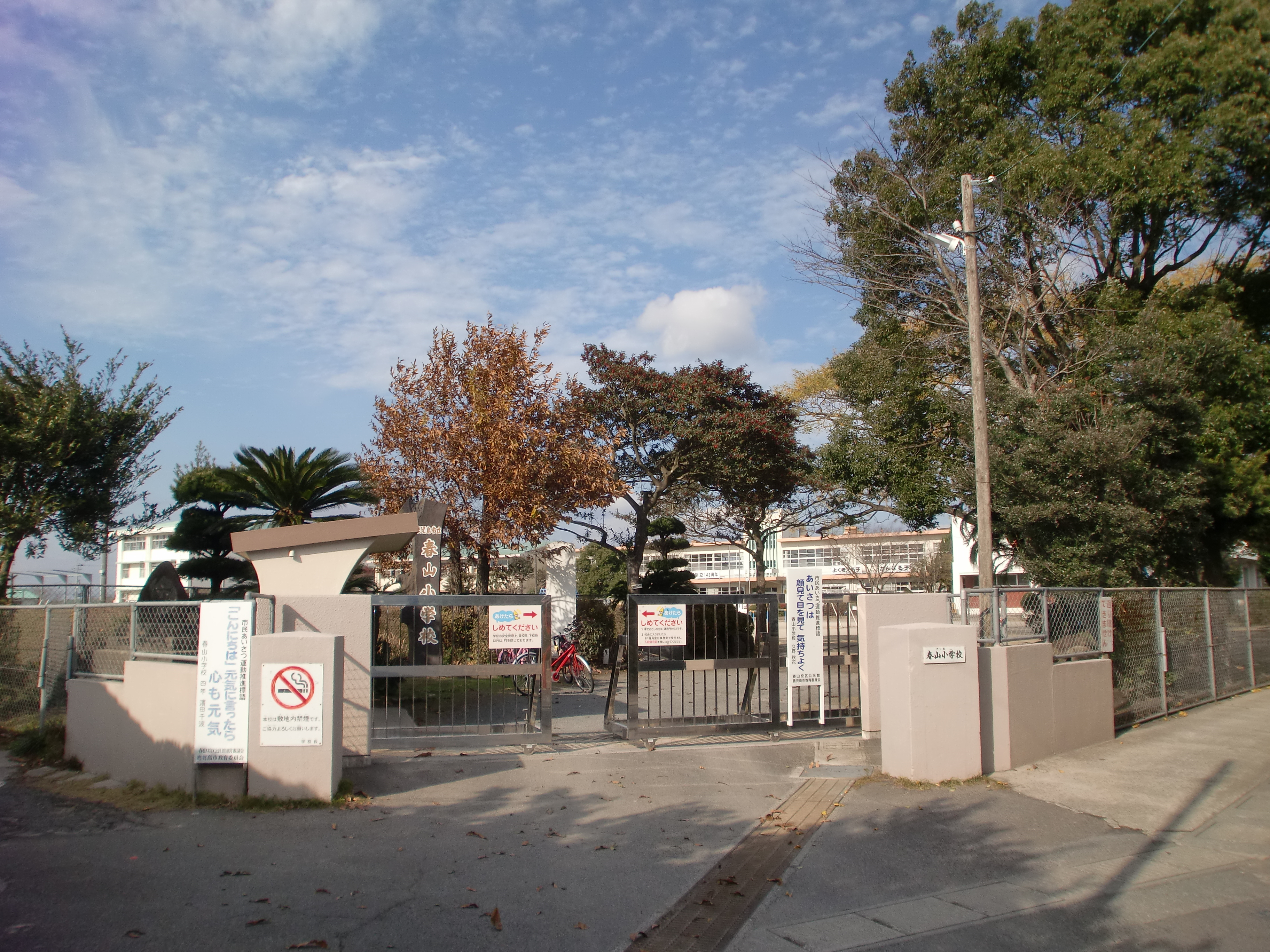
松元町立春山小学校
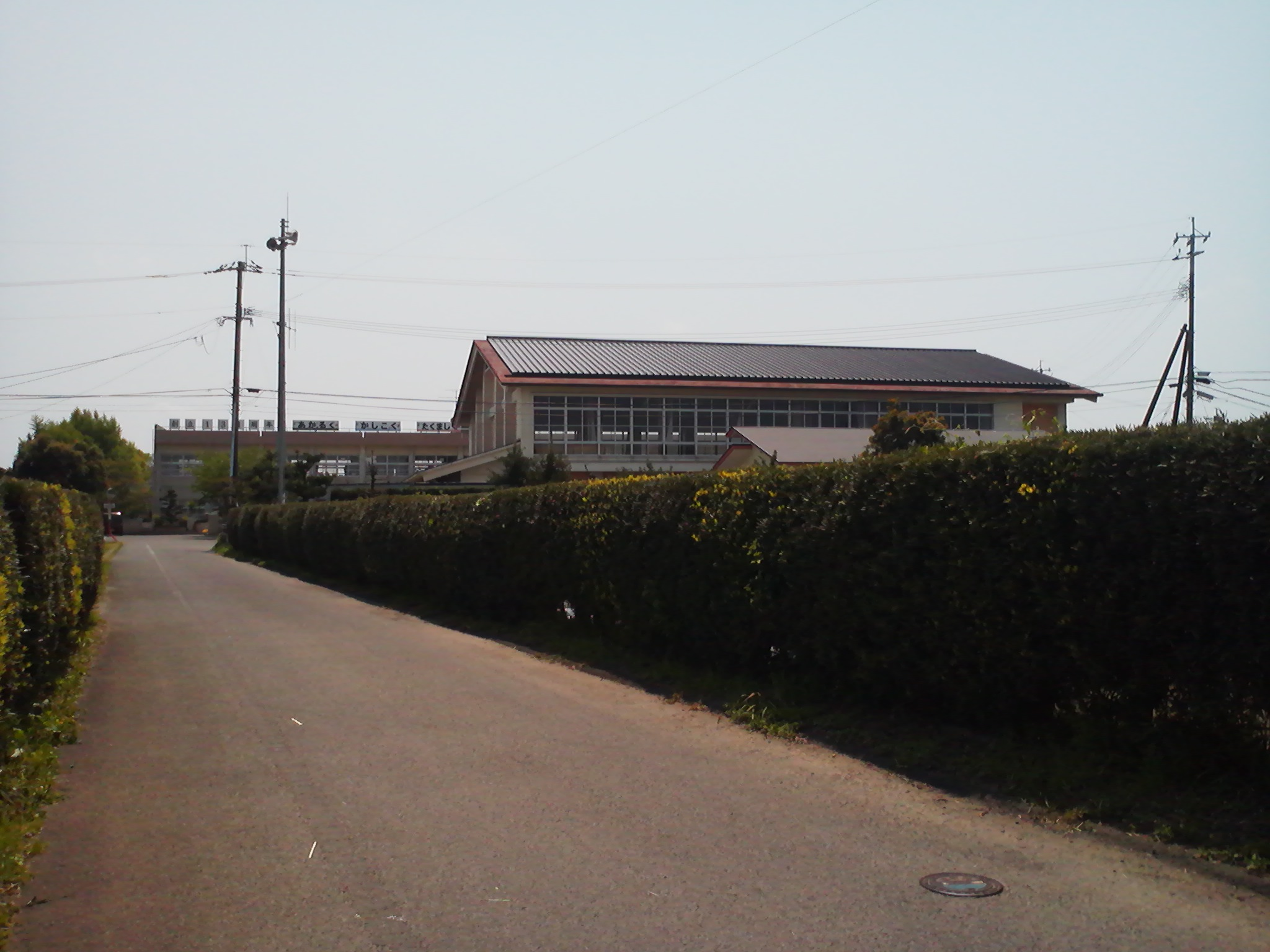
松元町立石谷小学校
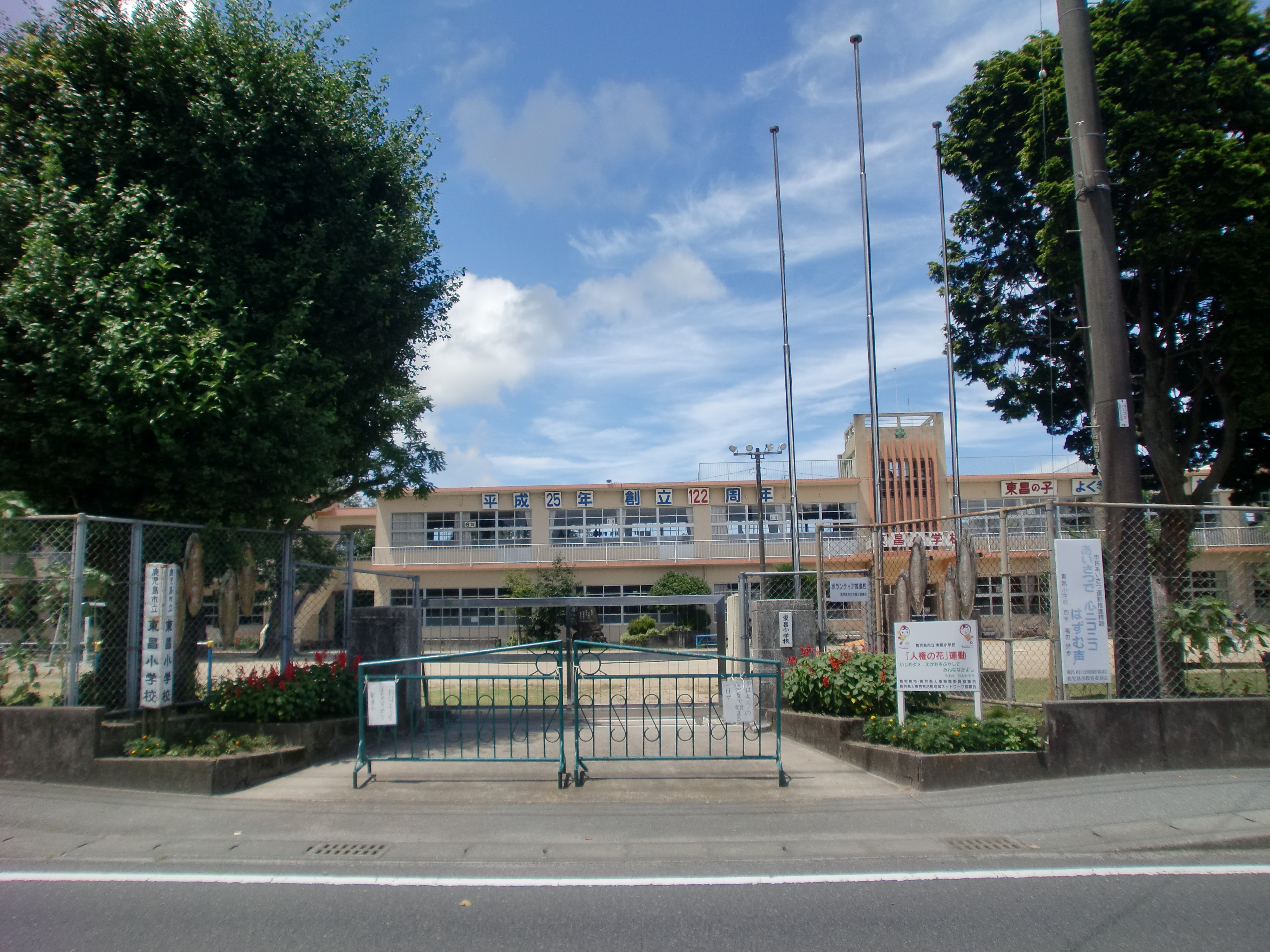
松元町立東昌小学校

#### 幼稚園・保育園
- 松元町立松元幼稚園
- 松元中央幼稚園
- 仁田尾保育園

### 郵便局
- 上伊集院郵便局（1919年5月21日開局[31]）
- 松元駅前郵便局（1965年1月16日開局[31]）
- 直木簡易郵便局（1950年2月1日開局[31]）
- 石谷簡易郵便局（1977年12月1日開局[32]）
- 四元簡易郵便局（1970年1月16日開局[32]）

## 特産物
- 松元茶

## 交通

### 鉄道
- 九州旅客鉄道鹿児島本線

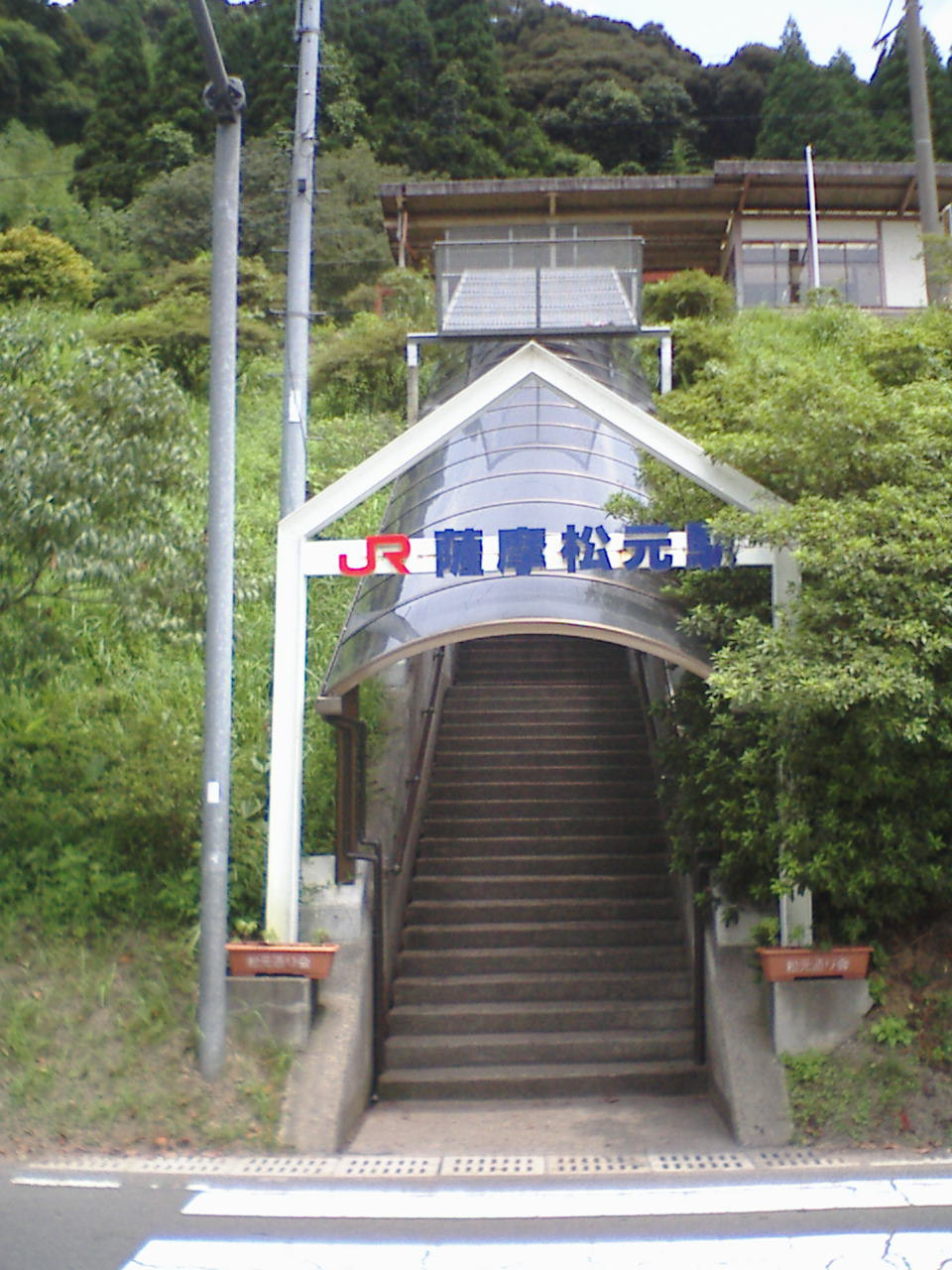
薩摩松元駅
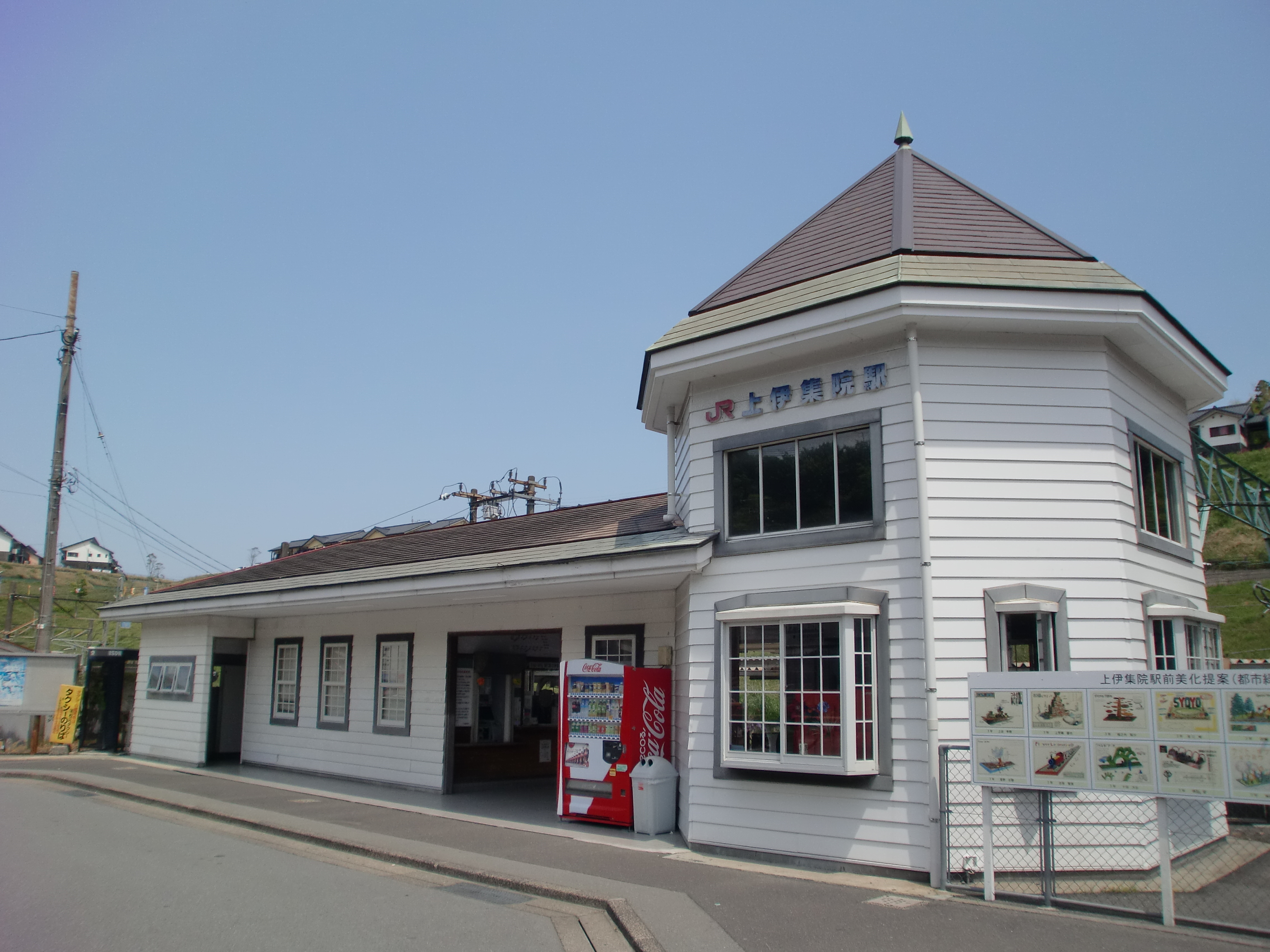
上伊集院駅

### 道路

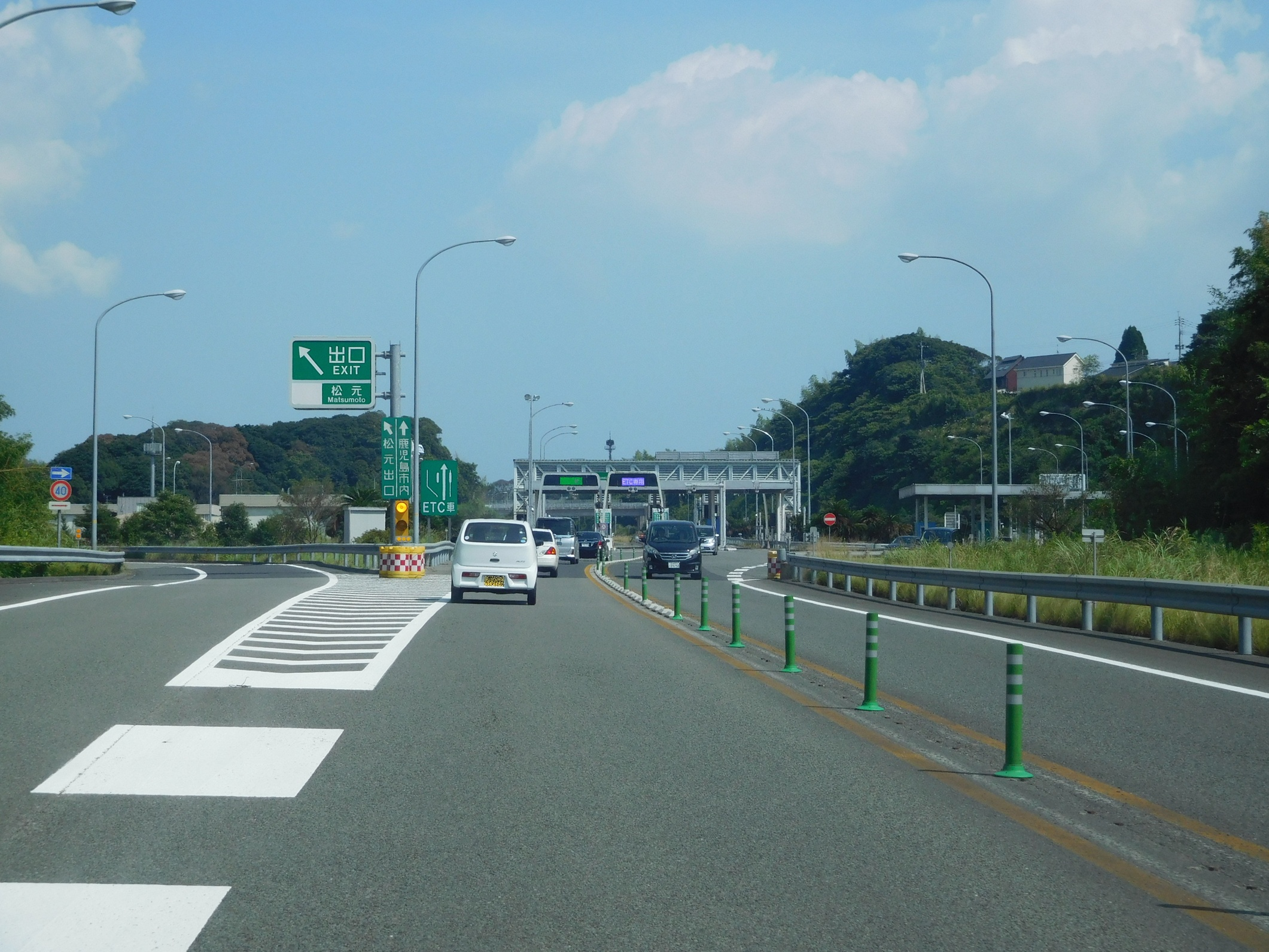
南九州西回り自動車道（合併後に撮影）

高速道路（高規格幹線道路）
- 南九州西回り自動車道（鹿児島道路）
  - 松元インターチェンジ・松元本線料金所

県道
- 主要地方道
  - 鹿児島県道24号鹿児島東市来線
  - 鹿児島県道35号永吉入佐鹿児島線
- 一般県道
  - 鹿児島県道206号徳重横井鹿児島線
  - 鹿児島県道210号小山田谷山線
  - 鹿児島県道291号松元川辺線
  - 鹿児島県道296号田之頭吹上線

広域農道
- 日置広域農道

## 松元町出身の著名人
- 棈松熾（台湾総督府官僚、羅東郡守・潮州郡守）
- 肥後かおり（プロゴルファー）
- 上柿元勝（フレンチシェフ・ハウステンボスホテルズ名誉総料理長）
- 野口たくお（MBCタレント、小学校在籍時に鹿児島市へ転出）
- 稲森佑貴（プロゴルファー）